# Iablunivske, Prîlukî
Iablunivske (în ucraineană Яблунівське) este un sat în comuna Iablunivka din raionul Prîlukî, regiunea Cernihiv, Ucraina.

## Demografie
Componența lingvistică a localității Iablunivske
     Ucraineană (100%)
Conform recensământului din 2001, toată populația localității Iablunivske era vorbitoare de ucraineană (100%).